# Piqueras
Piqueras – gmina w Hiszpanii, w prowincji Guadalajara, w Kastylii-La Mancha, o powierzchni 32,31 km². W 2011 roku gmina liczyła 57 mieszkańców.